# Florian Schieder
Florian Schieder (Bolzano, 26 dicembre 1995) è uno sciatore alpino italiano.

## Biografia
Specialista delle prove veloci originario di Castelrotto e attivo dal dicembre del 2010, Schieder ha esordito in Coppa Europa il 10 dicembre 2015 a Sölden in supergigante (31º) e in Coppa del Mondo il 27 gennaio 2017 a Garmisch-Partenkirchen in discesa libera (39º); ha ottenuto il primo podio in Coppa Europa il 15 marzo 2019 a Sella Nevea nella medesima specialità (3º) e ai Mondiali di Cortina d'Ampezzo 2021, suo esordio iridato, non ha completato la discesa libera, procurandosi la rottura dei legamenti del ginocchio sinistro. Il 20 gennaio 2023 ha conquistato in discesa libera sulla Streif di Kitzbühel il primo podio in Coppa del Mondo (2º) partendo con il pettorale 43, ai successivi Mondiali di Courchevel/Méribel 2023 si è classificato 7º nella medesima specialità e il 14 febbraio dello stesso anno ha conquistato a Garmisch-Partenkirchen in supergigante la prima vittoria in Coppa Europa. Ai Mondiali di Saalbach-Hinterglemm 2025 si è piazzato 16º nella discesa libera e 6º nella combinata a squadre; non ha preso parte a rassegne olimpiche. 

## Palmarès

### Coppa del Mondo
- Miglior piazzamento in classifica generale: 34º nel 2023
- 2 podi (in discesa libera):
  - 2 secondi posti

### Coppa Europa
- Miglior piazzamento in classifica generale: 13º nel 2023
- 3 podi :
  - 1 vittoria (in supergigante)
  - 1 secondo posto (in supergigante)
  - 1 terzo posto (in discesa libera)

#### Coppa Europa - vittorie
| Data             | Località               | Paese    | Specialità |
| ---------------- | ---------------------- | -------- | ---------- |
| 14 febbraio 2023 | Garmisch-Partenkirchen | Germania | SG         |

Legenda:

SG = supergigante

### Campionati italiani
- 2 medaglie:
  - 2 bronzi (combinata nel 2019; supergigante nel 2025)